# Ра-Безенбек
Ра-Безенбек (њем. Raa-Besenbek) општина је у њемачкој савезној држави Шлезвиг-Холштајн. Једно је од 49 општинских средишта округа Пинеберг. Према процјени из 2010. у општини је живјело 545 становника. Посједује регионалну шифру (AGS) 1056042.

## Географски и демографски подаци
Ра-Безенбек се налази у савезној држави Шлезвиг-Холштајн у округу Пинеберг. Општина се налази на надморској висини од 1 метара. Површина општине износи 13,0 km². У самом мјесту је, према процјени из 2010. године, живјело 545 становника. Просјечна густина становништва износи 42 становника/km².

## Међународна сарадња
| Мјесто | Држава    | Врста сарадње | Од    |
| ------ | --------- | ------------- | ----- |
|        | Пољска    | партнерство   | 1993. |
| Рајсио | Финска    | партнерство   | 2000. |
|        | Француска | партнерство   | 1987. |
| Извор  |           |               |       |